# ブリュッセルの画廊における大公レオポルト・ヴィルヘルム (プラド美術館)
『ブリュッセルの画廊における大公レオポルト・ヴィルヘルム』（西: El archiduque Leopoldo Guillermo en su galería de pinturas en Bruselas, 英: The Archduke Leopold Wilhelm in his Painting Gallery in Brussels）は、バロック期のフランドルの画家ダフィット・テニールスが1651年に制作した絵画である。油彩。
本作品は1647年から1656年にかけてスペイン領ネーデルラントの総督であったハプスブルク家の大公レオポルト・ヴィルヘルム・フォン・エスターライヒがブリュッセルで公開した膨大な絵画コレクションの展示風景の1つを描いた作品であり、テニールスは大公のために同様の作品を10点制作した。本作品はそのうちの1つとして、スペイン国王フェリペ4世に贈呈するために制作されたものである。現在はマドリードのプラド美術館に所蔵されている。

## 制作背景
大公は「最初のイラスト入り美術目録」とされるコレクションのカタログ『テアトリウム・ピクトリウム』を制作・公開するにあたり、本作品をはじめとする一連の絵画の制作をテニールスに依頼した。大公はオーストリアに絵画コレクションを持ち帰った後、彼はこのエングレービングの本を出版した。最初に1659年にアントウェルペンで出版され、1673年に再び出版された。
処刑された初代ハミルトン公爵ジェイムズ・ハミルトンのイタリア絵画を取得した大公が本作品をスペインのフェリペ4世に贈呈したのは、イタリア絵画の愛好家であり膨大な王室コレクションを所有する彼の叔父を顕彰するためか、あるいはブリュッセルで展示した自身の絵画コレクションを誇示するためと思われる。

## 作品

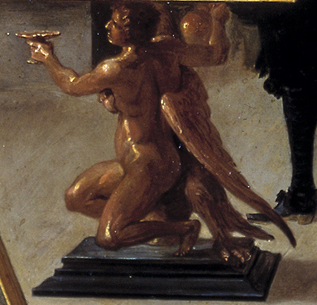
画面左のテーブルの意匠（ディテール）。

テニールスは収集した絵画コレクションを宮廷の貴族たちとともに賞賛している収集家としての大公レオポルト・ヴィルヘルム・フォン・エスターライヒを描いている。テニールス自身はテーブルのそばで彫刻を検査している。テーブルの上にはいくつかの彫刻作品と、熱帯産の貝殻が置かれており、当時の博物趣味を伝えている。絵画はいずれも額縁に入れられて、後ろの壁に並べて掛けられている。また前景に一組の絵画が検査のために椅子に立て掛けて並べられている。大公の視線はその中の1枚であるラファエロ・サンツィオの『聖マルガリタと竜』（Saint Margaret and the Dragon）に向けられている。
絵画を収めた額縁には制作者の名前が記されており、大公が築き上げた絵画コレクションの一種のカタログとして機能している。たとえば画面右前景に置かれているティツィアーノ・ヴェチェッリオの『ヴィオランテ』（Violante）は「パルマ」と記されており、当時この作品が同じヴェネツィア派の画家パルマ・イル・ヴェッキオの作品と考えられていたことが分かる。ほとんどの作品はイタリア絵画だが、いくつかのフランドル絵画は象徴的な意味において重要である。画面左側ではヤン・ホッサールト（1478年-1532年）の『聖母を描く聖ルカ』（Saint Luke painting the Virgin）がテニールスの芸術的ルーツを明らかにし、右側ではアンソニー・ヴァン・ダイク（1599年-1641年）の『イサベル・クララ・エウヘニアの肖像』（Infantin Isabella Clara Eugenia, portrait as a widow）がブリュッセルにおける大公の宮廷画家の後継者としてのテニールスの地位を暗示している。大公自身の高貴さは帯剣と犬、そして何よりも膨大な絵画コレクションによって示されている。

## 来歴
絵画は1700年にマドリードのアルカサル宮殿の廊下に飾られた。1772年には火災後に再建された新しい王宮に、1814年から1818年に王宮に収められたのちプラド美術館に収蔵された。

## 描かれた絵画のリスト
以下は本作品に描かれた大公のコレクションの有名な絵画のリストである。その全てが『テアトリウム・ピクトリウム』に含まれているわけではなく、1300点から1400点のコレクションのうち、最も貴重な243点のイタリア絵画だけが選ばれた。現在では描かれた作品の多くがウィーンの美術史美術館のコレクションとなっている。
| 画像 | タイトル                                 | 画家名                                                 | 制作年        | 所蔵場所                                                                    | TP番号 |
| ---- | ---------------------------------------- | ------------------------------------------------------ | ------------- | --------------------------------------------------------------------------- | ------ |
|      | ニンフと羊飼い                           | ティツィアーノ・ヴェチェッリオ                         | 1570年頃      | オーストリア · 美術史美術館所蔵                                             | 60     |
|      | ホロフェルネスの頭を持つユディト         | パドヴァニーノ                                         | 1630年頃      | オーストリア · 美術史美術館所蔵                                             | 37     |
|      | ディアナとカリスト                       | ティツィアーノ・ヴェチェッリオ                         | 1568年        | オーストリア · 美術史美術館所蔵                                             | 96     |
|      | フランチェスコ・ドナートの肖像           | ダフィット・テニールス                                 | 1650年頃      | スペイン プラド美術館                                                       | 98     |
|      | ダナエ                                   | ティツィアーノ・ヴェチェッリオ                         | 1554年        | オーストリア · 美術史美術館所蔵                                             | 74     |
|      | ゴリアテの頭を持つダビデ                 | ジョルジョーネ                                         | 1510年頃      | オーストリア · 美術史美術館所蔵                                             | 25     |
|      | 懺悔する聖ペテロ                         | ホセ・デ・リベーラ                                     | 1630年頃      | オーストリア · 美術史美術館所蔵                                             | 142    |
|      | アエネアスとディード                     | アンドレア・スキャヴォーネ                             | 1655年頃      | オーストリア · 美術史美術館所蔵                                             | 137    |
|      | トビトと死んだイスラエル人               | ダフィット・テニールスによるドメニコ・フェッティの複製 | 1650年頃      | イギリス コートールド・ギャラリー所蔵                                       | 214    |
|      | ディードに別れを告げるアエネアス         | アンドレア・スキャヴォーネ                             | 1555年頃      | オーストリア · 美術史美術館所蔵                                             | 135    |
|      | 三博士の礼拝                             | パオロ・ヴェロネーゼ                                   | 1585年頃      | オーストリア · 美術史美術館所蔵                                             | 123    |
|      | 十字架降下                               | ティントレット                                         | 1547年        | オーストリア · 美術史美術館所蔵                                             | 109    |
|      | ナインの未亡人の息子の育て方             | パオロ・ヴェロネーゼ                                   | 1560年頃      | オーストリア · 美術史美術館所蔵                                             | 124    |
|      | ラウラ                                   | ジョルジョーネ                                         | 1506年頃      | オーストリア · 美術史美術館所蔵                                             |        |
|      | 埋葬                                     | ドメニコ・フェッティ                                   |               |                                                                             |        |
|      | エジプトへの逃避の休息                   | ティツィアーノ・ヴェチェッリオ                         |               | イギリス 個人蔵                                                             | 62     |
|      | サン・カッシアーノの祭壇画（左パネル）   | アントネロ・ダ・メッシーナ                             | 1475年        | オーストリア · 美術史美術館所蔵                                             | 4      |
|      | 白貂を抱く貴婦人                         | ティツィアーノ・ヴェチェッリオ                         |               |                                                                             | 94     |
|      | 善きサマリア人のたとえ                   | フランチェスコ・バッサーノ                             | 1575年頃      | オーストリア · 美術史美術館所蔵                                             | 152    |
|      | 鏡のヴィーナス                           | ダフィット・テニールス                                 | 1655年頃      | アメリカ合衆国 フィラデルフィア美術館所蔵                                   | 30     |
|      | スキピオ・アフリカヌス                   | アンドレア・スキャヴォーネ                             | 1555年頃      | オーストリア · 美術史美術館所蔵                                             | 138    |
|      | キリストと姦淫の女                       | ティツィアーノ・ヴェチェッリオ                         | 1520年頃      | オーストリア · 美術史美術館所蔵                                             | 67     |
|      | 緑のドレスの若い女性                     | パルマ・イル・ヴェッキオ                               | 1513年        | オーストリア · 美術史美術館所蔵                                             | 196    |
|      | 羊飼いと羊                               | ダフィット・テニールス                                 | 1650年頃      | アメリカ合衆国 メトロポリタン美術館所蔵                                     |        |
|      | ヴィーナスとキューピッド                 | パリス・ボルドーネ                                     | 1545年-1550年 | ポーランド ワルシャワ国立美術館所蔵                                         | 211    |
|      | キリストの割礼                           | ピーテル・パウル・ルーベンス                           | 1605年        | イタリア ジェズ・エ・デイ・サンティ・アンブロージョ・エ・アンドレア教会所蔵 |        |
|      | 三人の哲学者                             | ジョルジョーネ                                         | 1500年頃      | オーストリア · 美術史美術館所蔵                                             | 20     |
|      | 聖母を描く聖ルカ                         | ヤン・ホッサールト                                     | 1510年頃      | オーストリア · 美術史美術館所蔵                                             |        |
|      | 聖セバスティアヌス                       | パオロ・ヴェロネーゼ                                   | 1565年        | オーストリア · 美術史美術館所蔵                                             | 114    |
|      | 聖マルガリタと竜                         | ラファエロ・サンツィオ                                 | 1518年        | オーストリア · 美術史美術館所蔵                                             | 2      |
|      | 鏡の前の女                               | ティツィアーノ・ヴェチェッリオ                         | 1515年        | フランス ルーヴル美術館所蔵                                                 |        |
|      | ヴィオランテ                             | ティツィアーノ・ヴェチェッリオ                         | 1515年頃      | オーストリア · 美術史美術館所蔵                                             | 194    |
|      | サン・カッシアーノの祭壇画（中央パネル） | アントネロ・ダ・メッシーナ                             | 1475年        | オーストリア · 美術史美術館所蔵                                             | 5      |
|      | イサベル・クララ・エウヘニアの肖像       | アンソニー・ヴァン・ダイク                             | 1627年        | オーストリア · 美術史美術館所蔵                                             |        |

## ギャラリー
本作品と同様の絵画には以下のような作品が知られている。

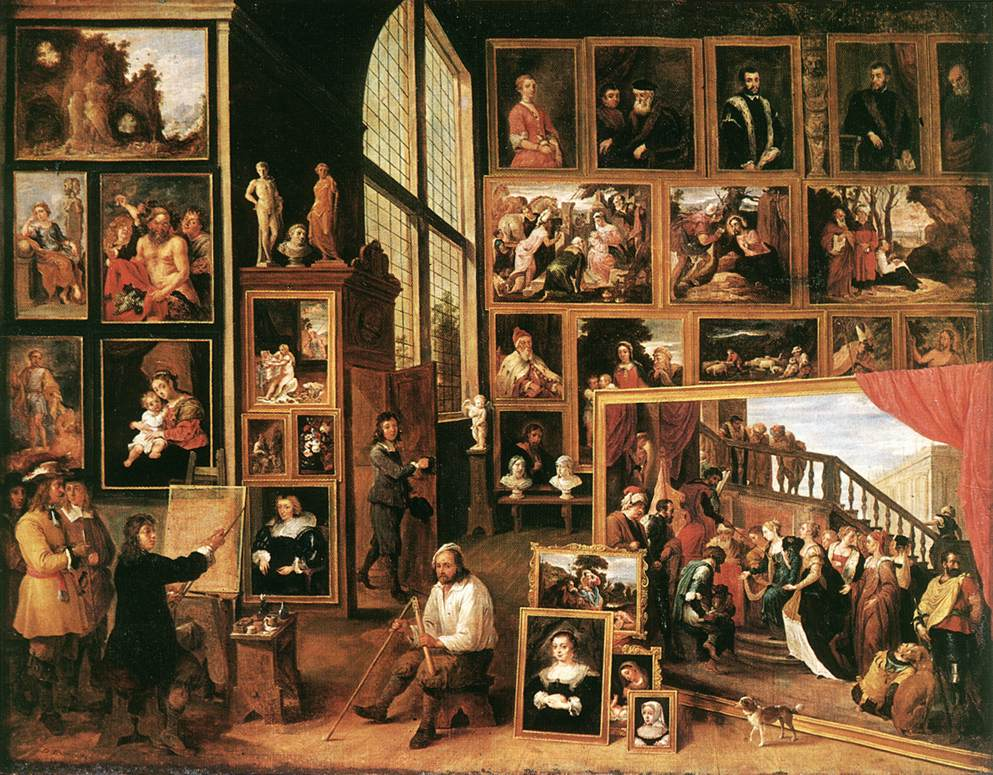
1639年 シュライスハイム新宮殿所蔵
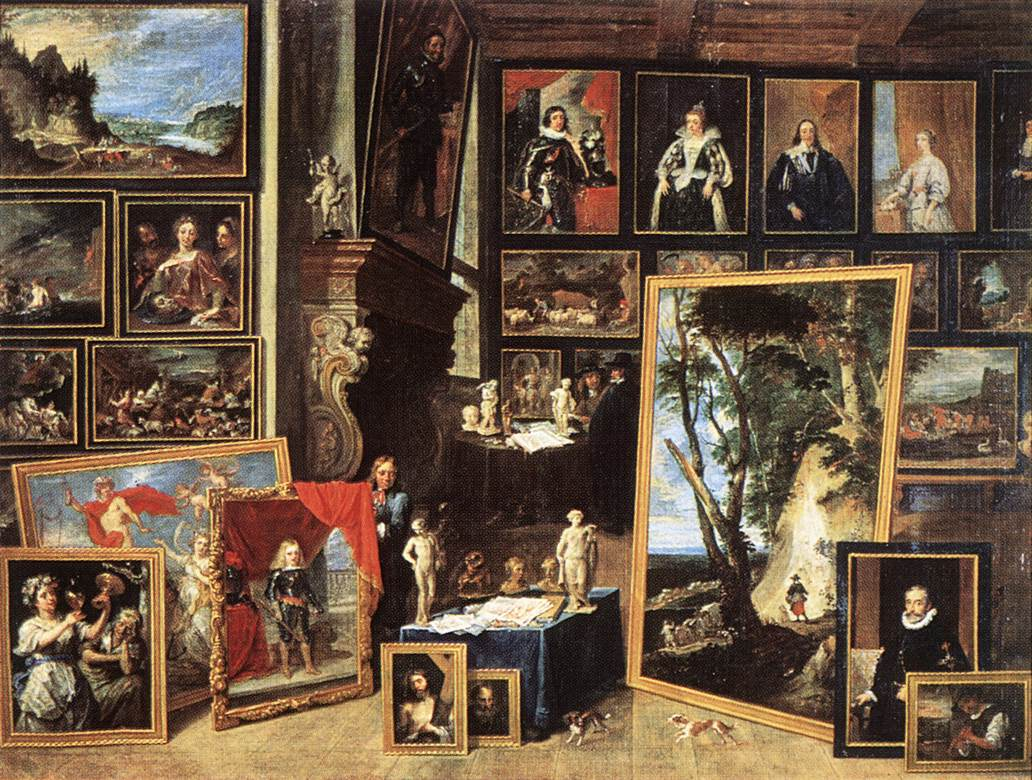
1641年 シュライスハイム新宮殿所蔵
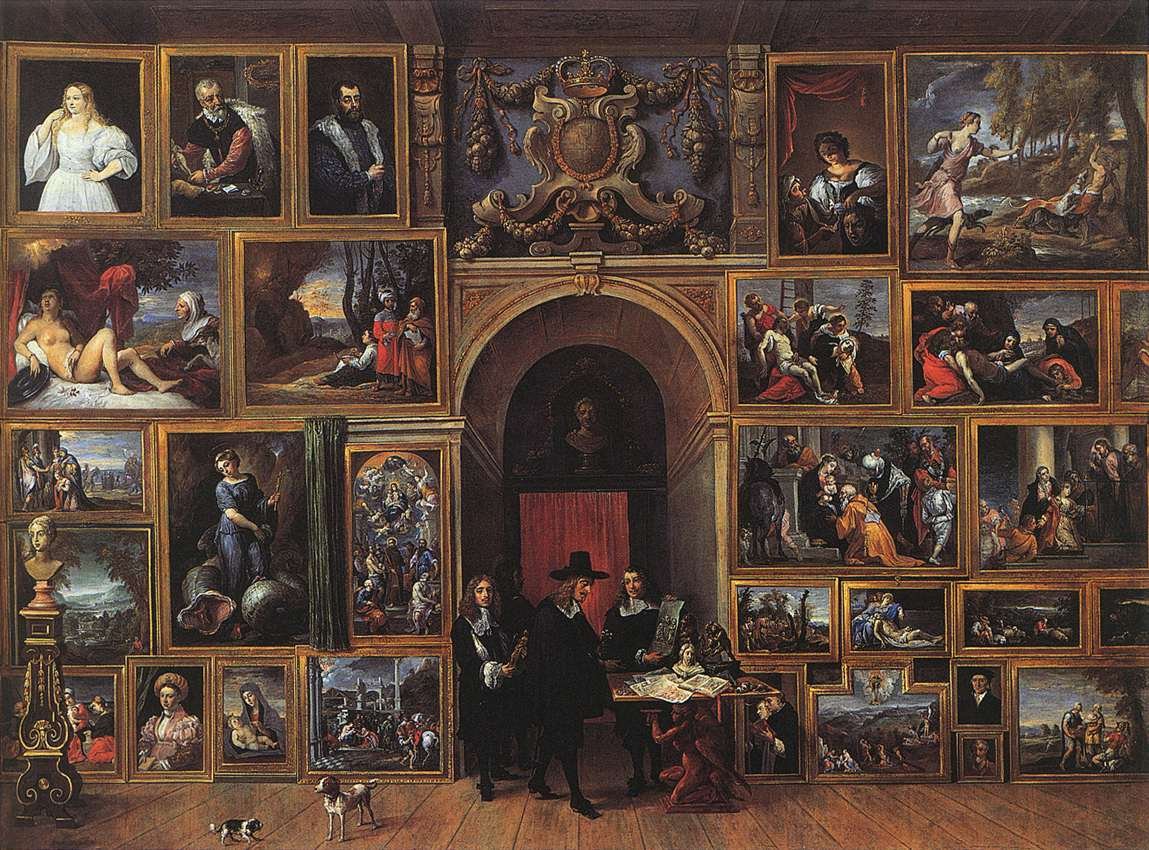
1651年 ベルギー王立美術館所蔵
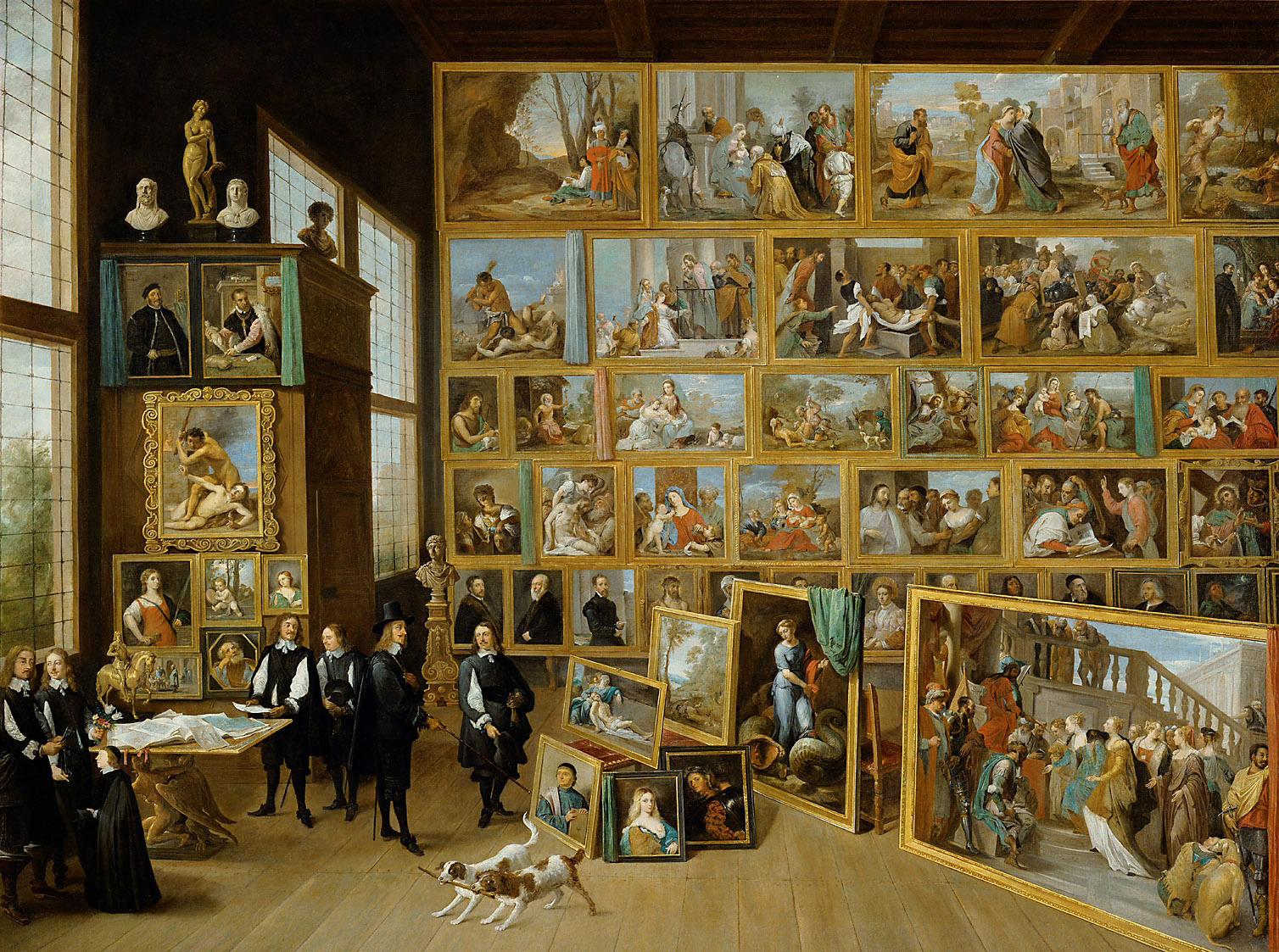
1651年 美術史美術館所蔵
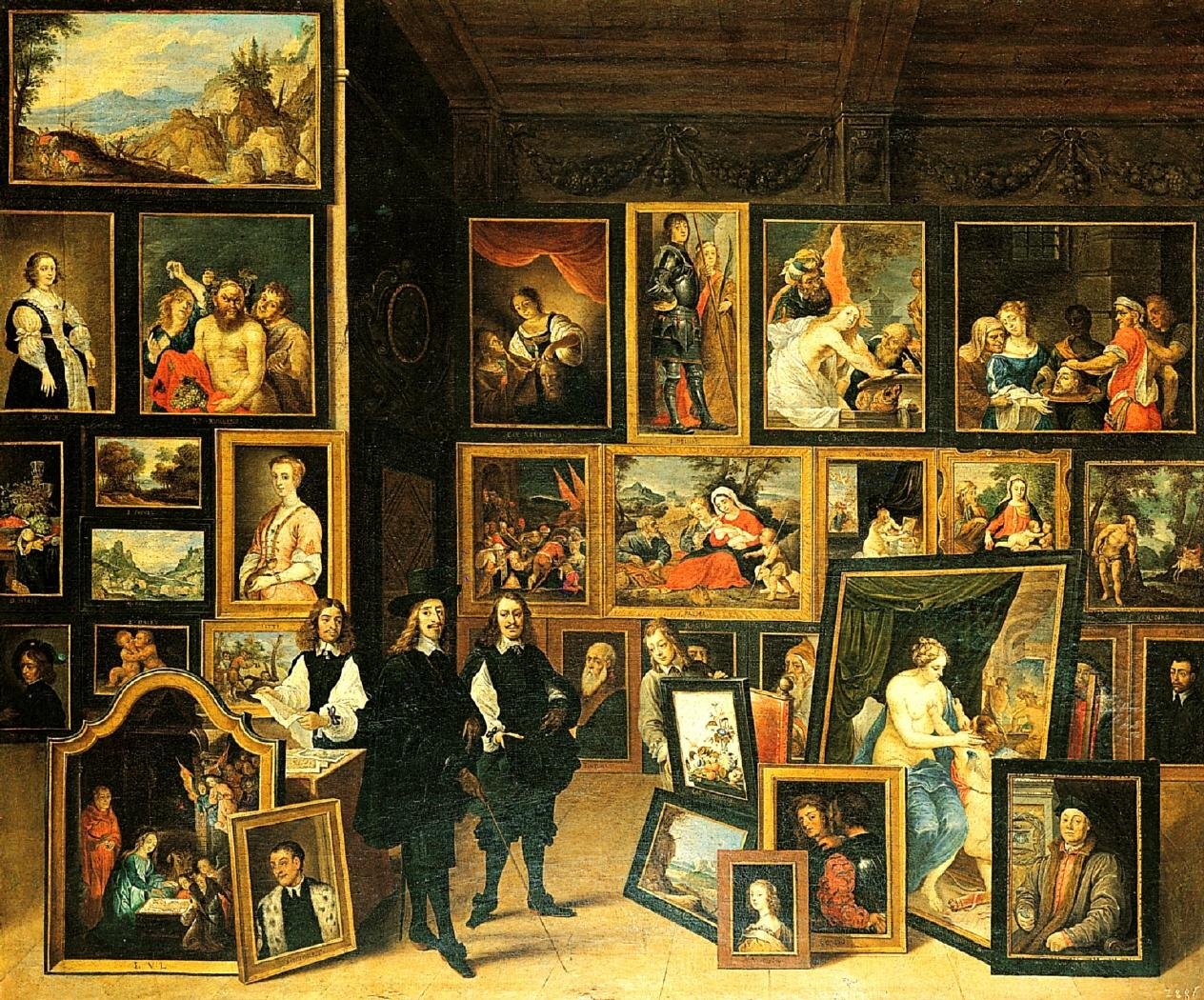
1651年-1653年頃 ラサロ・ガルディアーノ美術館（英語版）所蔵
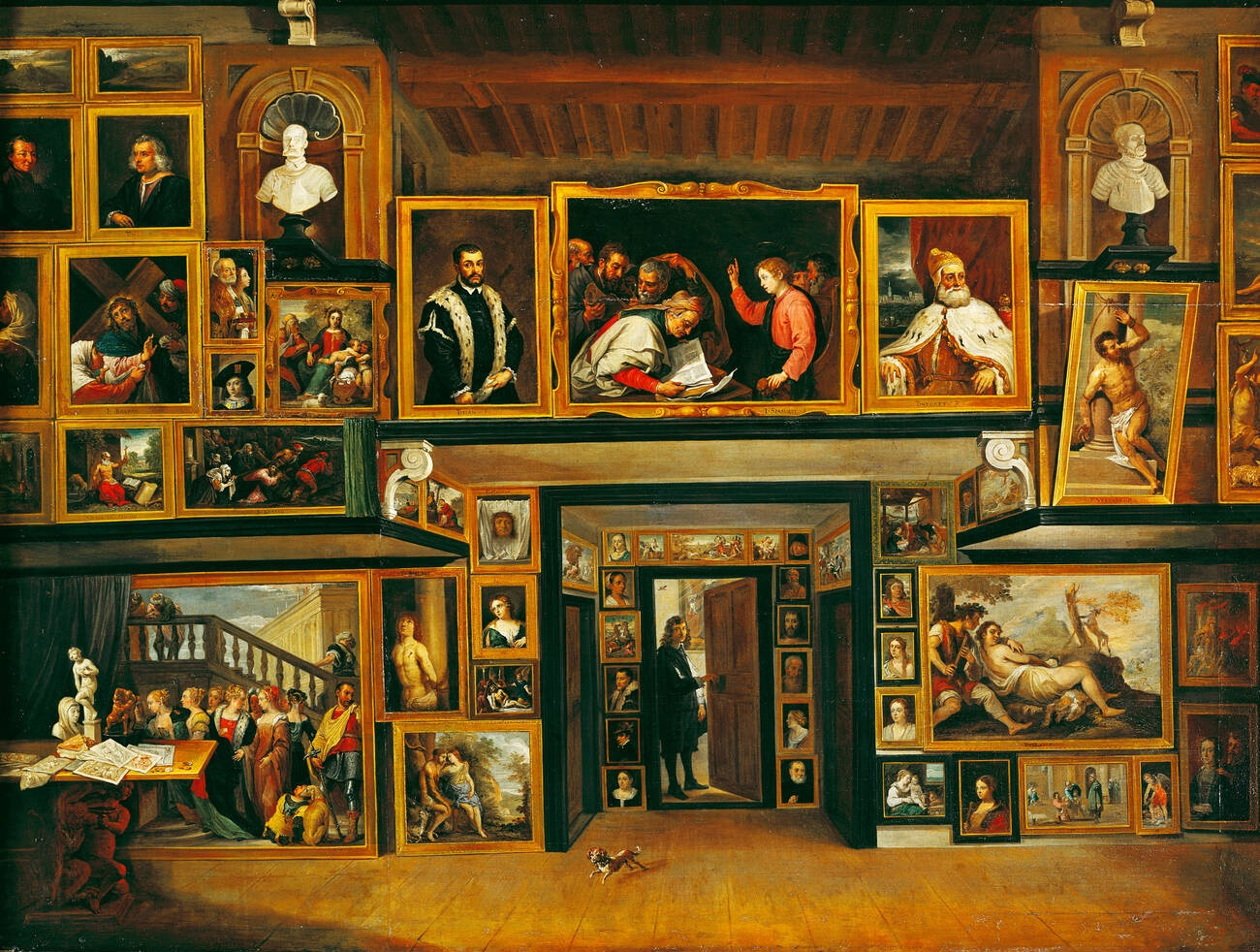
1660年頃 シュライスハイム新宮殿所蔵